# InterLAN Internet Exchange
InterLAN Internet Exchange este cel mai mare nod neutru de schimb de trafic de date și internet din România din punct de vedere al traficului tranzitat și al numărului de operatori conectați, deținut de Asociația Interlan. Principalele punctele de prezență sunt situate în centrele neutre de colocare NXDATA-1 și NXDATA-2 din București, alte puncte de prezență regionale fiind situate în orașele Arad, Constanța, Cluj-Napoca, Craiova, Iași, Suceava și Timișoara. InterLAN mai are și un punct de prezență în centrul de date Equinix FR5 din Frankfurt, Germania.

## Istoric
După anul 2000, în orașele mari din România a apărut fenomenul "rețelelor de bloc" și apoi "de cartier", organizate sub formă de LAN-uri. Extinderea acestora a adus ideea de interconectare, pentru a face schimb de trafic local pe care rețelele să nu îl mai consume din abonamentul furnizorului de internet. Astfel, în anul 2005 primele rețele locale s-au interconectat între ele prin cabluri de fibră optică formând un nod de schimb de trafic denumit "Interconnected Local Area Networks".
În anul 2006 rețelele de cartier au înființat Asociația Interlan, o organizație care urma să le reprezinte interesele și să administreze nodul de interconectare. Tot mai multe astfel de mici companii s-au alăturat Asociației și s-au conectat la InterLAN Internet Exchange . În scurt timp s-a deschis un nou punct de prezență în centrul neutru de colocare NXDATA unde s-au conectat și operatorii mai mari care deși nu erau membri în Asociație, au devenit parteneri de trafic în Internet Exchange, o astfel de prezență notabilă fiind cea a Romtelecom (acum Telekom Romania), unul din cei mai mari furnizori de servicii de acces la Internet din România.
Din anul 2008 Asociația Interlan a devenit membră cu drepturi depline a Asociației Europene a Internet Exchange-urilor Euro-IX și a început să participe la forumurile bianuale organizate in diverse orașe europene, precum și la reuniunile organizației RIPE NCC, administratorul resurselor de numerotație internet din regiune, participând la schimburi de experiență și intrând în contact cu operatorii internaționali. În același timp s-au deschis primele puncte de prezență regionale în marile orașe din România.
În anul 2010 InterLAN Internet Exchange a devenit o companie de sine stătătoare patronată de Asociația Interlan. În Internet Exchange s-au conectat primii operatori internaționali precum și furnizori de conținut (Akamai Technologies, Google). În București, circuitele aeriene care asigurau legăturile între POP-uri au fost mutate în subteran în rețeaua Netcity, astfel că mai multe puncte de prezență din cartiere au fost dezafectate, majoritatea legăturilor fiind concentrate în centrele neutre de colocare NXDATA-1 și NXDATA-2 din zona Pipera. Totodată au apărut și primele legături regionale cu Republica Moldova și Bulgaria.
Începând cu anul 2012 InterLAN a fost și este prezent la un număr tot mai crescut de conferințe naționale și internaționale, dezvoltând parteneriate cu companii și organizații din domeniu. Astfel, în luna octombrie 2014 InterLAN a găzduit primul forum european al organizației Euro-IX la București  odată cu prima reuniune a operatorilor din România - RONOG, unde au participat peste 100 de delegați din Europa și nu numai, iar în luna noiembrie 2015 prima reuniune RIPE Meeting la București  unde au participat peste 500 de delegați din întreaga lume.
În prezent InterLAN Internet Exchange are un volum de trafic zilnic cu vârfuri de până la 200 Gbps, având peste 90 de operatori conectați: furnizori de servicii internet, furnizori de conținut, rețele educaționale, organisme financiare, instituții de stat etc.

## Rețea
Rețeaua InterLAN între punctele de prezență este formată din legături redundante de fibră optică cu viteze între 10 și 100 Gbps. În București, InterLAN are o rețea proprie de 30 km de fibră optică subterană instalată în rețeaua Netcity, interconectările cu punctele de prezență regionale și nodul din Frankfurt fiind asigurate prin legături de transport de date furnizate de diverși parteneri. Elementele active ale rețelei sunt switchuri Cisco Systems și Arista Networks de mare capacitate, având disponibile mai multe tipuri de interfețe:
- 100Base-TX (twisted-pair cabling, CAT-5e/CAT-6, 100m), IEEE 802.3u
- 1000Base-T (twisted-pair cabling, CAT-5e/CAT-6, 100m), IEEE 802.3ab
- 1000Base-LX/LH (single-mode, duplex fiber, 1310nm, 10/20km), IEEE 802.3z
- 10GBASE-LR (Single-mode, duplex fiber, 1310nm, 10km), IEEE 802.3ae
- 40GBase-LR4 (single-mode, duplex fiber, 10km), IEEE 802.3ba (doar în București NXDATA-1 și NXDATA-2 și Frankfurt Equinix FR5)
- 100GBase-LR4 (single-mode, duplex fiber), IEEE 802.3ba (doar în București NXDATA-1 și NXDATA-2 și Frankfurt Equinix FR5)

Pentru mărirea capacității de interconectare, se utilizează și porturi agregate.

## Puncte de prezență
InterLAN Internet Exchange are mai multe POP-uri în București și în țară, precum și unul în Frankfurt, Germania:
- București, NXDATA-1 (FEPER), Bd. Dimitrie Pompeiu nr. 8, sector 2, 020337[11]
- București, NXDATA-2 (IEMI), Bd. Dimitrie Pompeiu nr. 6A, sector 2, 020337[12]
- București, Voxility IRD, Bd. Dimitrie Pompeiu nr. 9-9A, sector 2, 020335[13]
- București, M247 Europe Datacenter, Șos. Fabrica de Glucoză nr. 11 B, sector 2, 020331[14]
- București, Ines Datacenter, Str. Virgil Madgearu nr. 2-6, sector 1, 014135[15]
- București, Teletrans Datacenter, Str. Hristo Botev n. 16-18, sector 3, 030236[16]
- Constanța, OJTS, Bd. Mamaia nr. 102-104, jud. Constanța, 900527
- Timișoara, RoEduNet NOC Timișoara, Str. Vasile Pârvan nr. 2, jud. Timiș, 300223[17]
- Craiova, Tier Datacenter, Bd. Decebal nr. 85, jud. Dolj, 200621[18]
- Arad, CobraNet POP CerealCOM, Calea Vânători nr. 51, jud. Arad, 310162[19]
- Cluj-Napoca, Centrul de Informatică Aplicată, str. Republicii. nr. 107, jud. Cluj, 400489[20]
- Frankfurt, Equinix Frankfurt KleyerStrasse (FR5), Kleyerstrasse 90, Germania, 60326[21]

## Servicii disponibile
- Public Peering: prin accesarea platformei InterLAN, operatorii conectați au posibilitatea de a schimba în mod liber trafic de date utilizând tehnologia Internet Protocol. Pentru facilitarea schimbului de trafic sunt puse la dispoziție două route-servere care permit interconectarea directă cu majoritatea operatorilor prezenți în platformă.
- Back-up Port: porturile de siguranță permit asigurarea unor legături redundante în scopul de a preveni eventuale întreruperi în accesarea platformei InterLAN.
- Private VLAN: doi sau mai mulți operatori conectați în platforma InterLAN pot utiliza împreună o rețea virtuală privată (VLAN), prin care pot comunica în mod direct indiferent de domeniul de difuzare, pentru a putea furniza sau primi servicii bazate pe tehnologia Internet Protocol.
- Virtual Patch: un operator poate utiliza infrastructura InterLAN între portul principal de peering și alte porturi alocate suplimentar în locații diferite, pentru a-și mări aria de furnizare a serviciilor.
- TVX Platform: operatorii conectați în platforma InterLAN au posibilitatea de a recepționa diverse canale TV prin intermediul unor fluxuri video de tip multicast, pentru a le distribui mai departe utilizatorilor lor finali.

## Operatori conectați
În InterLAN Internet Exchange sunt conectați aproape o sută de operatori de telecomunicații. Traficul agregat ajunge la valori maxime zilnice de până la 200 Gbps.
| Nr. crt. | Nume operator                         | Țara              | AS #   | Interfață port | IPv6 |
| -------- | ------------------------------------- | ----------------- | ------ | -------------- | ---- |
| 1.       | A1 Telecom                            | România           | 39734  | 100M           | da   |
| 2.       | Ada Tel Services                      | România           | 62445  | 100M           | da   |
| 3.       | Akamai Technologies                   | SUA               | 20940  | 40G            | da   |
| 4.       | Allnet Telecom                        | România           | 20722  | 1G             |      |
| 5.       | Almsoft Computers                     | România           | 31554  | 1G             | da   |
| 6.       | Ambra                                 | România           | 34630  | 2G             | da   |
| 7.       | ANCOM                                 | România           | 28727  | 10G            |      |
| 8.       | Antena TV Group                       | România           | 47220  | 10G            | da   |
| 9.       | AS112                                 | România           | 112    | 1G             |      |
| 10.      | Balkan Internet Exchange              | Bulgaria          | 49401  | 10G            |      |
| 11.      | Bensoft Telecom                       | România           | 40984  | 1G             | da   |
| 12.      | Bestnet Service                       | România           | 28684  | 1G             | da   |
| 13.      | Blizzard Entertainment                | SUA               | 57976  | 10G            | da   |
| 14.      | Bunea Telecom                         | România           | 62380  | 100M           | da   |
| 15.      | Canal S                               | România           | 31605  | 20G            |      |
| 16.      | Centrul de Telecomunicații Speciale   | Republica Moldova | 369279 | 5G             | da   |
| 17.      | Chroot Network                        | România           | 56430  | 100M           | da   |
| 18.      | CloudFlare                            | SUA               | 13335  | 10G            | da   |
| 19.      | Cnetwork                              | România           | 48453  | 1G             | da   |
| 20.      | Cobranet                              | România           | 41028  | 1G             | da   |
| 21.      | Combridge                             | România           | 5483   | 10G            |      |
| 22.      | Computer Wired                        | România           | 39669  | 1G             |      |
| 23.      | Conect Intercom                       | România           | 203574 | 1G             | da   |
| 24.      | Data ZYX                              | România           | 49052  | 1G             | da   |
| 25.      | Digital Construction Network          | România           | 34916  | 1G             |      |
| 26.      | Direct One                            | România           | 49909  | 10G            | da   |
| 27.      | Distinct New Media                    | România           | 48067  | 1G             |      |
| 28.      | Docler Holding                        | Luxemburg         | 34655  | 1G             | da   |
| 29.      | Dreamteam                             | România           | 47427  | 1G             | da   |
| 30.      | Dynamic Connection                    | România           | 35512  | 1G             |      |
| 31.      | Dynamic Distribution                  | România           | 39777  | 1G             |      |
| 32.      | EFX Invest                            | România           | 43443  | 1G             | da   |
| 33.      | Energy Dot                            | România           | 48948  | 1G             |      |
| 34.      | Enter                                 | Italia            | 12850  | 1G             | da   |
| 35.      | Euroweb Romania                       | România           | 6663   | 10G            | da   |
| 36.      | Expansion Computers                   | România           | 35711  | 1G             | da   |
| 37.      | Facebook                              | SUA               | 32934  | 200G           | da   |
| 38.      | Fidelnet                              | România           | 51799  | 1G             | da   |
| 39.      | GMB Computers                         | România           | 31017  | 10G            |      |
| 40.      | Google                                | SUA               | 15169  | 40G            | da   |
| 41.      | Hurricane Electric                    | SUA               | 6939   | 20G            | da   |
| 42.      | ICI-ROTLD                             | România           | 3233   | 100M           | da   |
| 43.      | Ines Group                            | România           | 12310  | 1G             | da   |
| 44.      | Impuls Conect                         | România           | 62107  | 1G             | da   |
| 45.      | Inovare Prim                          | Republica Moldova | 60602  | 100M           | da   |
| 46.      | Internet Oltenia                      | România           | 12842  | 1G             | da   |
| 47.      | Internet Systems Consortium           | SUA               | 12842  | 1G             | da   |
| 48.      | Limelight Networks                    | SUA               | 22822  | 10G            | da   |
| 49.      | LLHost                                | Belize            | 202023 | 100 M          | da   |
| 50.      | M247 Europe                           | România           | 9009   | 20G            | da   |
| 51.      | Massive Telecom                       | România           | 35267  | 1G             |      |
| 52.      | Media Sud                             | România           | 50604  | 10G            | da   |
| 53.      | Metropolitan Interlink                | România           | 62388  | 10G            | da   |
| 54.      | Microsoft România                     | România           | 8075   | 10G            | da   |
| 55.      | Millennium IT                         | România           | 35584  | 10G            | da   |
| 56.      | Moldtelecom                           | Republica Moldova | 8926   | 10G            | da   |
| 57.      | NAV Communications                    | România           | 6718   | 10G            | da   |
| 58.      | Net Gate Comunicații                  | România           | 34450  | 1G             |      |
| 59.      | NetIX Communications                  | Bulgaria          | 57463  | 10G            | da   |
| 60.      | Novatel                               | Bulgaria          | 41059  | 1G             | da   |
| 61       | OpenDNS                               | SUA               | 36692  | 100M           | da   |
| 62.      | Orange România                        | România           | 8953   |                | da   |
| 63.      | Packet Clearing House                 | SUA               | 3856   | 1G             | da   |
| 64.      | Packet Clearing House AS42            | SUA               | 42     | 100M           | da   |
| 65.      | Phoenix IT                            | România           | 21368  | 100M           | da   |
| 66.      | Phoenix NAP                           | SUA               | 12189  | 10G            | da   |
| 67.      | Phoenix Telecom & Media Services      | România           | 33823  | 20G            | da   |
| 68.      | Prime Telecom                         | România           | 39737  | 10G            | da   |
| 69.      | Pronet Solutii IT                     | România           | 35505  | 2G             | da   |
| 70.      | Real Network and Tel                  | România           | 34723  | 1G             |      |
| 71.      | RIPE NCC K-Root Operations            | Olanda            | 25152  | 2G             | da   |
| 72.      | RIPE NCC RIS Project                  | Olanda            | 12654  | 2G             | da   |
| 73.      | RoEDUnet                              | România           | 2614   | 10G            | da   |
| 74.      | Sanos Consulting International        | România           | 39391  | 1G             |      |
| 75.      | Serbia Broadband                      | Serbia            | 31042  | 10G            | da   |
| 76.      | Serviciul de Telecomunicații Speciale | România           | 31313  | 10G            | da   |
| 77.      | Sil Miro Com                          | România           | 44682  | 10G            | da   |
| 78.      | Starnet Media                         | România           | 39861  | 1G             | da   |
| 79.      | Starnet Servicii                      | Republica Moldova | 31252  | 10G            | da   |
| 80.      | Teen Telecom                          | România           | 34304  | 1G             | da   |
| 81.      | Telekom Romania                       | România           | 9050   | 10G            | da   |
| 82.      | Teleplus                              | România           | 41953  | 1G             | da   |
| 83.      | Teletrans                             | România           | 34279  | 1G             | da   |
| 84.      | Telin                                 | Indonezia         | 7713   | 10G            | da   |
| 85.      | Tennet Telecom                        | România           | 39543  | 10G            | da   |
| 86.      | Tier Datacenter                       | România           | 50515  | 100M           |      |
| 87.      | Top Telecom                           | România           | 35261  | 1G             | da   |
| 88.      | Trabia Network                        | Hong Kong         | 43289  | 10G            | da   |
| 89.      | TVSAT 2002                            | România           | 41496  | 10G            | da   |
| 90.      | Valve Corporation                     | SUA               | 32590  | 10G            | da   |
| 91.      | Verisign                              | Olanda            | 26415  | 2G             | da   |
| 92.      | Viva Telecom                          | România           | 57136  | 1G             | da   |
| 94.      | Voxbee                                | România           | 201190 | 100M           | da   |
| 93.      | Voxility                              | România           | 39743  | 10G            | da   |
| 95.      | Yahoo                                 | SUA               | 10310  | 10G            | da   |
| 96.      | Efect.ro                              | România           | 48571  | 10G            | da   |

## Servere rădăcină de nume de domenii
Serverele rădăcină de nume de domenii (DNS Root Servers) sunt servere din zona de rădăcină a sistemului de nume de domenii DNS care răspund cererilor de înregistrare și furnizare a listelor cu serverele de nume de domenii cu autoritate pentru nivelul superior adecvat (TLD - Top Level Domain), formând o porțiune critică a infrastructurii internetului.
În platforma InterLAN sunt conectate cinci instanțe ale unor astfel de servere, din cele șase prezente în România și treisprezece existente la nivel global, reprezentate prin litere ordonate alfabetic de la A la M:
- D-Root, operat de Universitatea din Maryland[30]
- E-Root, operat de NASA Ames Research Center[31]
- F-Root, operat de Internet Systems Consortium[32]
- J-Root, operat de Verisign[33]
- K-Root, operat de RIPE NCC[34]
- L-Root, operat de ICANN[35]

## IXP Manager
Începând cu anul 2017, InterLAN a implementat IXP Manager, o aplicație de gestiune dedicată Internet Exchange-urilor care include un portal de administrare și unul pentru clienți. Prin intermediul aplicației, operatorii conectați în platforma InterLAN pot observa statistici de trafic și alte informații esențiale și pot contacta pe ceilalți participanți la schimbul de trafic.
Aplicația exportă lista de operatori conectați în platforma InterLAN către PeeringDB și HE BGP Tool prin intermediul unui format standardizat de date de tip JSON agreat de IX-F (Federația Internațională a Internet Exchange-urilor).
IXP Manager este o aplicație gratuită pusă la dispoziție comunității Euro-IX de către INEX, un Internet Exchange din Irlanda. Începând cu anul 2018, InterLAN se numără printre sponsorii acestui proiect.